# Copa del Rey de hockey patines 2020
La Copa del Rey de hockey patines 2020 fue la septuagésima séptima edición de la Copa del Rey de este deporte. Se escogió como sede única la ciudad de La Coruña y los encuentros se disputarían en el Palacio de los Deportes de Riazor. Tras la edición del año anterior, la Copa del Rey y de la Reina debían celebrarse de forma conjunta.
Debido a la pandemia de COVID-19, la edición de este año fue finalmente suspendida por parte de la Federación Española de Patinaje el 28 de agosto de 2020.

## Equipos participantes
La competición la jugarán los 8 mejores equipos de la OK Liga 2019-20 en la primera vuelta de la liga, según el sorteo efectuado el 30 de enero de 2020 en el Ayuntamiento de La Coruña.
- FC Barcelona
- Deportivo Liceo
- Igualada Hoquei Club
- Club Esportiu Noia
- Reus Deportiu
- Girona Club de Hoquei
- Club Hoquei Caldes
- Club Patí Calafell

(Nota aclaratoria): Los cuatro equipos citados en primer lugar son cabezas de serie, no pudiendo enfrentarse entre ellos en la ronda de cuartos de final.

## Resultados
|  | Cuartos de final | Cuartos de final |  |  | Semifinales | Semifinales |  |  | Final | Final |  |
|  |                  |                  |  |  |             |             |  |  |       |       |  |
|  |                  |                  |  |  |             |             |  |  |       |       |  |
|  | Deportivo Liceo  |                  |  |  |             |             |  |  |       |       |  |
|  |                  |                  |  |  |             |             |  |  |       |       |  |
|  | Reus Deportiu    |                  |  |  |             |             |  |  |       |       |  |
|  |                  |                  |  |  |             |             |  |  |       |       |  |
|  |                  |                  |  |  |             |             |  |  |       |       |  |
|  |                  |                  |  |  |             |             |  |  |       |       |  |
|  | Igualada HC      |                  |  |  |             |             |  |  |       |       |  |
|  |                  |                  |  |  |             |             |  |  |       |       |  |
|  | CP Calafell      |                  |  |  |             |             |  |  |       |       |  |
|  |                  |                  |  |  |             |             |  |  |       |       |  |
|  |                  |                  |  |  |             |             |  |  |       |       |  |
|  |                  |                  |  |  |             |             |  |  |       |       |  |
|  | FC Barcelona     |                  |  |  |             |             |  |  |       |       |  |
|  |                  |                  |  |  |             |             |  |  |       |       |  |
|  | Girona CH        |                  |  |  |             |             |  |  |       |       |  |
|  |                  |                  |  |  |             |             |  |  |       |       |  |
|  |                  |                  |  |  |             |             |  |  |       |       |  |
|  |                  |                  |  |  |             |             |  |  |       |       |  |
|  | CE Noia          |                  |  |  |             |             |  |  |       |       |  |
|  |                  |                  |  |  |             |             |  |  |       |       |  |
|  | CH Caldes        |                  |  |  |             |             |  |  |       |       |  |
|  |                  |                  |  |  |             |             |  |  |       |       |  |
|  |                  |                  |  |  |             |             |  |  |       |       |  |

## Final
| Fecha                                       | Hora | Partido | Partido | Partido |
| ------------------------------------------- | ---- | ------- | ------- | ------- |
|                                             |      |         |         |         |
| Pabellón: Palacio de los Deportes de Riazor |      |         |         |         |